# 萊克愛德華鎮區 (明尼蘇達州克羅溫縣)
萊克愛德華鎮區（英語：Lake Edward Township）是位於美國明尼蘇達州克羅溫縣的一個行政鎮區。

## 地方資料
萊克愛德華鎮區的面積為93.87平方千米，當中陸地面積為67.22平方千米，而水域面積為26.65平方千米。根據2020年美國人口普查的數據，當地共有人口2108人，而人口密度為每平方千米22.46人。